# Kazuaki Yoshinaga
Kazuaki Yoshinaga (født 17. marts 1968) er en japansk tidligere fodboldspiller.
Han har tidligere trænet Albirex Niigata.